# Arekia Bennett
Arekia Bennett es una activista estadounidense y directora ejecutiva de Mississippi Votes, una organización sin ánimo de lucro enfocada en promover el registro de votantes. Bennett lidera los esfuerzos para llegar a los votantes jóvenes y subrepresentados en Mississippi a través de campañas electorales, educación comunitaria y protestas cívicas.

## Primeros años de vida y educación
Es oriunda de Jackson (Misisipi). Se graduó de la Universidad Estatal de Jackson con una licenciatura en Ciencias en Física. Originalmente quería ser profesora de física antes de interesarse en el activismo cívico después de darse cuenta de que todos los temas que le preocupaban tenían funcionarios electos tratando de controlarlos. Mientras estaba en Jackson State, Bennett fundó GIRL (Gathering Information Related to Ladies, «Recopilación de información relacionada con las mujeres»), una organización enfocada en la defensa de los derechos de las mujeres, en contrarrestar las «políticas universitarias problemáticas» y en ayudar a educar sobre la historia de las mujeres afroestadounidenses.

## Carrera
Es la directora ejecutiva de Mississippi Votes, una organización sin ánimo de lucro enfocada en promover el registro de votantes y organizar campañas de registro de votantes. Ha citado Freedom Summer, un gran esfuerzo de alcance hacia votantes que tuvo lugar en Misisipi en 1964, como inspiración para liderar los esfuerzos de registro masivo de votantes en 2017. En 2020, Bennett y Mississippi Votes ayudaron a organizar una de las protestas más grandes en la historia de Mississippi, impulsada por la muerte de George Floyd y el rediseño de la bandera de Misisipi. Bennett cita las tasas de participación tradicionalmente bajas de los votantes jóvenes como un factor impulsor de la misión de Mississippi Votes.
En su papel de directora ejecutiva, ha ampliado el enfoque de Mississippi Votes para incluir a votantes menores de 35 años, jóvenes queer y niños o adultos que han pasado por el sistema de justicia juvenil. En 2019, Bennett organizó una campaña para utilizar geovallado para apuntar a universidades específicas dentro de Misisipi y publicar anuncios para «motivar a la gente a votar» antes de las elecciones de noviembre. Mississippi Votes estimó que la campaña publicitaria provocó que aproximadamente 3000 nuevos votantes se registraran.
En 2023, organizó un esfuerzo para rechazar el proyecto de ley HB 1020 de Misisipi, describiéndolo como un esfuerzo para transferir el poder a los funcionarios estatales republicanos de la ciudad de Jackson. Dijo que el proyecto de ley era una «oportunidad para que la gente [blanca] controle los recursos y para que la política de las plantaciones entre en juego de manera real». Es miembro del Proyecto de Justicia Electoral del Movimiento por las Vidas Negras.

## Premios y honores
- Premio Medgar Evers de la NAACP [11]
- Premio Fannie Lou Hamer de la Conferencia de Organizadores de Derechos Humanos del Sur [11]